# دونا سيمبسون
دونا سيمبسون (بالإنجليزية: Donna Simpson)‏ هي ناشِطة أمريكية، ولدت في 1967 في نيوجيرسي في الولايات المتحدة.